# 레아 이사도라 벤
레아 이사도라 벤(Leah Isadora Behn, 2005년 4월 8일 ~ )은 노르웨이 왕가의 일원이다. 그녀는 노르웨이 공주 메르타 루이세와 그녀의 전 남편 아리 벤의 둘째 딸이자 노르웨이의 왕 하랄 5세와 노르웨이 왕비 소냐의 외손녀이다.
비록 레아와 그녀의 자매들은 왕실의 일원이지만, 그들은 개인 시민이고 그들의 제목이 붙여진 사촌들보다 더 많은 다른 취미와 흥미를 추구하는 것은 자유롭다. 레아의 열정 중 일부는 모델, 사진 그리고 화장이다. 그녀는 현재 그녀의 삶과 흥미에 대해 이야기하는 틱톡 페이지뿐만 아니라 그녀 자신의 유튜브 채널을 가지고 있다.